# Albert Bernhard Frank

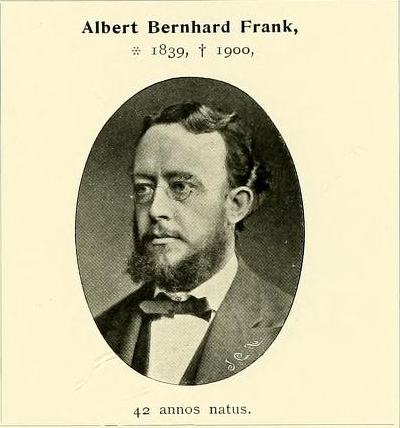
Albert Bernhard Frank

Albert Bernhard Frank (* 17. Januar 1839 in Dresden; † 27. September 1900 in Berlin) war ein sächsischer, deutscher Biologe. Das Wort Mykorrhiza wurde erstmals von Frank verwendet. Nach ihm ist das Bakterium Frankia alni benannt. Sein botanisch-mykologisches Autorenkürzel lautet „A.B.Frank“.

## Leben
Ab 1861 studierte Frank Naturwissenschaften und hauptsächlich Botanik bei Georg Heinrich Mettenius und Heinrich Gustav Reichenbach an der Universität Leipzig. Nach seiner Promotion 1865 wurde er Kustos des dortigen Universitätsherbariums, seine Habilitation erfolgte 1867. Von ihm stammen die Begriffe Transversalgeotropismus und Transversalheliotropismus. Im Jahr 1880 wurde er zum Mitglied der Leopoldina gewählt. Seit 1881 forschte er als Professor für Pflanzenphysiologie an der Landwirtschaftlichen Hochschule Berlin zur Bindung des Luftstickstoffs durch Symbiosen zwischen Prokaryoten und höheren Pflanzen. Da er und sein Kollegium in der Folgezeit immer mehr Entdeckungen in der Pflanzenpathologie machten, benannte er seine Arbeitsstelle in „Institut für Pflanzenphysiologie und Pflanzenschutz“ um.
Untersuchungen zu Krankheiten der Süßkirsche, der Rübe, des Getreides sowie der Kartoffel machten ihm nicht nur in der wissenschaftlichen Welt einen Namen. Er war dafür bekannt, die Ergebnisse seiner Forschung für die Landwirtschaft und die Forstwirtschaft rasch nutzbar zu machen. Seine beratende Tätigkeit auf dem Gebiet des Pflanzenschutzes war zugleich der Beginn einer Institutionalisierung dieser Aufgabe in die sich entwickelnden Pflanzenschutzämter.

## Werke
- Beiträge zur Pflanzenphysiologie. Leipzig 1868. online
- Pflanzen-Tabellen zur leichten, schnellen und sicheren Bestimmung der höheren Gewächse Nord- und Mittel-Deutschlands, nebst 2 besonderen Tabellen zur Bestimmung der deutschen Holzgewächse nach dem Laube, sowie im winterlichen Zustande und einer Uebersicht über das natürliche System. Schmidt & Günther, Leipzig, 4., verb. und verm. Aufl. 1881. Digitalisierte Ausgabe der Universitäts- und Landesbibliothek Düsseldorf
- Lehrbuch der Botanik. W. Engelmann, Leipzig 1892–93. doi:10.5962/bhl.title.29599
- Die Krankheiten der Pflanzen. ein Handbuch für Land- und Forstwirte, Gärtner, Gartenfreunde und Botaniker. 2. Auflage, E. Trewendt, Breslau 1895–96 doi:10.5962/bhl.title.46031 doi:10.5962/bhl.title.27057